# Автошлях Т 1640
Автошля́х Т 1640 — автомобільний шлях територіального значення в Одеській області. Проходить територією Миколаївського району через Миколаївку — Чернове — Настасіївку до перетину з E95. Загальна довжина — 35,7 км.

## Маршрут
Автошлях проходить через такі населені пункти:
| Автошлях Т 1640     |        |
| Одеська область     |        |
| Миколаївський район |        |
| Миколаївка          | Т 1613 |
| Чарівне             |        |
| Новотроїцьке        |        |
| Чернове             |        |
| Настасіївка         |        |
|                     | E95М05 |